# Dušan Popović
Dušan Popović, in serbo Душан Поповић? (Belgrado, 15 gennaio 1970 – Ungheria, 18 novembre 2011), è stato un pallanuotista e allenatore di pallanuoto serbo.

## Biografia
È scomparso nel novembre 2011 all'età di 41 anni a causa di un incidente stradale in Ungheria, a 100 km da Belgrado.

## Carriera

### Giocatore
Cresciuto nella Partizan Belgrado, nel 1991 con la Jugoslavia vinse i mondiali. A seguire indosserà le calottine del Racing Parigi e del Budva in Montenegro. Si fece notare  in Italia nel Torino, nel Posillipo (dove vinse la Coppa dei Campioni del 1997 e del 1998) e nella Florentia, squadra di cui diventò allenatore dopo il ritiro fino al termine della stagione 2010-2011.

## Palmarès

### Giocatore

#### Club

##### Trofei nazionali
- Campionato jugoslavo: 2

Partizan: 1987, 1988
- Coppa di Jugoslavia: 4

Partizan: 1987, 1988, 1990, 1991
- Coppa di Serbia e Montenegro: 2

Partizan: 1992, 1993
- Campionato italiano: 2

Posillipo: 1995, 1996

##### Trofei internazionali
- Coppa COMEN: 1

Partizan: 1989
- Supercoppa LEN: 1

Partizan: 1991
- Coppa delle Coppe: 2

Partizan: 1991
Florentia: 2001
- LEN Champions League: 2

Posillipo: 1996-97, 1997-98